# DDR-Fußball-Liga 1983/84
In der Saison 1983/84 gelangen der BSG Stahl Brandenburg und der BSG Motor Suhl erstmals der Sprung in die DDR-Oberliga.

## Modus
Gespielt wurde in fünf Staffeln zu je 12 Mannschaften (regionale Gesichtspunkte). In einer Doppelrunde mit Hin- und Rückspiel wurden die Staffelsieger und je drei Absteiger pro Staffel ermittelt. Die Staffelsieger ermittelten ebenfalls mit Hin- und Rückspiel in einer Aufstiegsrunde die zwei Oberligaaufsteiger.
Die DDR-Liga wurde nach der Saison 1983/84 auf zwei Staffeln mit je 18 Mannschaften verkleinert. Für die reformierte DDR-Liga qualifizieren sich alle Teams, die – abzüglich der beiden Aufsteiger und verstärkt durch die beiden Oberliga-Absteiger – in den fünf Ligastaffeln auf den Plätzen 1 bis 6 einkamen. Die Mannschaften, die nach Abschluss der Punktspiele die Plätze 7 bis 12 belegten, stiegen in die Bezirksliga ab.

## Staffel A

### Abschlusstabelle
| Pl. | Verein                             | Sp. | S  | U | N  | Tore    | Diff. | Punkte |
| --- | ---------------------------------- | --- | -- | - | -- | ------- | ----- | ------ |
| 1.  | ASG Vorwärts Neubrandenburg *      | 22  | 14 | 4 | 4  | 039:180 | +21   | 32:12  |
| 2.  | SG Dynamo Schwerin                 | 22  | 11 | 6 | 5  | 051:260 | +25   | 28:16  |
| 3.  | BSG Post Neubrandenburg            | 22  | 12 | 4 | 6  | 041:230 | +18   | 28:16  |
| 4.  | BSG Schiffahrt/Hafen Rostock       | 22  | 10 | 6 | 6  | 040:320 | +8    | 26:18  |
| 5.  | ASG Vorwärts Stralsund             | 22  | 9  | 7 | 6  | 040:290 | +11   | 25:19  |
| 6.  | TSG Bau Rostock                    | 22  | 10 | 5 | 7  | 037:310 | +6    | 25:19  |
| 7.  | ISG Schwerin                       | 22  | 8  | 7 | 7  | 042:360 | +6    | 23:21  |
| 8.  | BSG Motor Stralsund (N)            | 22  | 8  | 6 | 8  | 041:420 | −1    | 22:22  |
| 9.  | BSG Lok/Armaturen Prenzlau         | 22  | 9  | 3 | 10 | 041:420 | −1    | 21:23  |
| 10. | TSG Wismar                         | 22  | 7  | 5 | 10 | 027:350 | −8    | 19:25  |
| 11. | BSG Baumechanik Neubrandenburg (N) | 22  | 2  | 6 | 14 | 033:630 | −30   | 10:34  |
| 12. | BSG Motor Schwerin (N)             | 22  | 1  | 3 | 18 | 020:750 | −55   | 05:39  |

| (N) | Aufsteiger aus der Bezirksliga 1982/83                                                                         |
| *   | Nach einer Festlegung der ASV Vorwärts wird die ASG Vorwärts Neubrandenburg in der kommenden Saison aufgelöst. |

### Kreuztabelle
Die Kreuztabelle stellt die Ergebnisse aller Spiele dieser Saison dar. Die Heimmannschaft ist in der linken Spalte aufgelistet und die Gastmannschaft in der obersten Reihe.
| 1983/84 | 1983/84                        | ASG Vorwärts Neubrandenburg | SG Dynamo Schwerin | BSG Post Neubrandenburg | BSG Schiffahrt/Hafen Rostock | ASG Vorwärts Stralsund | TSG Bau Rostock | ISG Schwerin | BSG Motor Stralsund | BSG Lok/Armaturen Prenzlau | TSG Wismar | BSG Baumechanik Neubrandenburg | BSG Motor Schwerin |
| ------- | ------------------------------ | --------------------------- | ------------------ | ----------------------- | ---------------------------- | ---------------------- | --------------- | ------------ | ------------------- | -------------------------- | ---------- | ------------------------------ | ------------------ |
| 01.     | ASG Vorwärts Neubrandenburg    |                             | 1:1                | 0:0                     | 3:0                          | 3:0                    | 3:2             | 2:0          | 0:0                 | 2:0                        | 1:0        | 5:1                            | 3:0                |
| 02.     | SG Dynamo Schwerin             | 1:2                         |                    | 2:2                     | 2:2                          | 3:0                    | 1:1             | 1:0          | 3:2                 | 2:3                        | 5:0        | 3:1                            | 7:0                |
| 03.     | BSG Post Neubrandenburg        | 0:1                         | 2:1                |                         | 0:4                          | 2:0                    | 3:0             | 0:0          | 4:0                 | 2:1                        | 2:1        | 3:1                            | 7:0                |
| 04.     | BSG Schiffahrt/Hafen Rostock   | 0:1                         | 1:1                | 1:1                     |                              | 2:3                    | 0:0             | 2:3          | 4:0                 | 3:2                        | 1:0        | 3:1                            | 4:2                |
| 05.     | ASG Vorwärts Stralsund         | 3:1                         | 1:3                | 4:1                     | 5:0                          |                        | 1:2             | 2:2          | 0:0                 | 3:1                        | 3:1        | 6:0                            | 1:1                |
| 06.     | TSG Bau Rostock                | 2:1                         | 1:0                | 1:2                     | 2:0                          | 0:1                    |                 | 3:3          | 3:1                 | 1:4                        | 0:0        | 2:2                            | 7:2                |
| 07.     | ISG Schwerin                   | 3:1                         | 3:3                | 0:2                     | 0:0                          | 1:2                    | 1:0             |              | 4:0                 | 2:3                        | 1:3        | 4:1                            | 3:1                |
| 08.     | BSG Motor Stralsund            | 2:2                         | 2:3                | 3:1                     | 2:5                          | 2:2                    | 3:1             | 4:1          |                     | 2:1                        | 3:0        | 3:2                            | 3:0                |
| 09.     | BSG Lok/Armaturen Prenzlau     | 1:3                         | 0:3                | 1:0                     | 1:2                          | 2:1                    | 1:2             | 2:2          | 3:2                 |                            | 1:1        | 2:2                            | 4:2                |
| 10.     | TSG Wismar                     | 1:0                         | 1:0                | 1:0                     | 1:2                          | 0:0                    | 0:1             | 1:3          | 2:2                 | 2:3                        |            | 2:2                            | 2:1                |
| 11.     | BSG Baumechanik Neubrandenburg | 0:2                         | 1:3                | 1:5                     | 2:2                          | 0:0                    | 1:3             | 2:5          | 1:1                 | 1:4                        | 2:3        |                                | 5:1                |
| 12.     | BSG Motor Schwerin             | 1:2                         | 0:3                | 0:2                     | 0:2                          | 2:2                    | 1:3             | 1:1          | 0:4                 | 2:1                        | 2:5        | 1:4                            |                    |

### Torschützenliste
|     | Spieler           | Verein                         | Tore |
| --- | ----------------- | ------------------------------ | ---- |
| 01. | Hans-Jürgen Pohl  | SG Dynamo Schwerin             | 18   |
| 02. | Wolfgang Schwerin | ISG Schwerin                   | 15   |
| 03. | Harald Biehl      | BSG Motor Stralsund            | 12   |
| 03. | Manfred Knaust    | BSG Post Neubrandenburg        | 12   |
| 05. | Wilfried Aepinus  | BSG Post Neubrandenburg        | 10   |
| 05. | Donald Peitsch    | BSG Baumechanik Neubrandenburg | 10   |

### Zuschauer
In 132 Spielen kamen 127.645 Zuschauer ({\displaystyle \varnothing } 967 pro Spiel) in die Stadien.
Größte Zuschauerkulisse
4.500 BSG Lok/Armaturen Prenzlau – TSG Bau Rostock (22. Sp.)
Niedrigste Zuschauerkulisse
100 TSG Bau Rostock – BSG Motor Schwerin (14. Sp.)
| Mannschaft                     | Gesamt | {\displaystyle \varnothing } | Heim   | {\displaystyle \varnothing } | Ausw.  | {\displaystyle \varnothing } |
| ------------------------------ | ------ | ---------------------------- | ------ | ---------------------------- | ------ | ---------------------------- |
| ASG Vorwärts Neubrandenburg    | 24.320 | 1.105                        | 11.200 | 1.018                        | 13.120 | 1.192                        |
| SG Dynamo Schwerin             | 28.050 | 1.275                        | 13.800 | 1.254                        | 14.250 | 1.295                        |
| BSG Post Neubrandenburg        | 23.750 | 1.080                        | 12.300 | 1.118                        | 11.450 | 1.040                        |
| BSG Schiffahrt/Hafen Rostock   | 12.450 | 0566                         | 04.800 | 0436                         | 07.650 | 0695                         |
| ASG Vorwärts Stralsund         | 23.645 | 1.075                        | 11.095 | 1.008                        | 12.550 | 1.140                        |
| TSG Bau Rostock                | 17.450 | 0793                         | 06.200 | 0563                         | 11.250 | 1.022                        |
| ISG Schwerin                   | 14.875 | 0676                         | 05.600 | 0509                         | 09.275 | 0843                         |
| BSG Motor Stralsund            | 20.900 | 0950                         | 12.100 | 1.100                        | 10.800 | 0981                         |
| BSG Lok/Armaturen Prenzlau     | 35.100 | 1.595                        | 25.600 | 2.327                        | 09.500 | 0863                         |
| TSG Wismar                     | 18.650 | 0848                         | 10.700 | 0972                         | 07.950 | 0722                         |
| BSG Baumechanik Neubrandenburg | 15.550 | 0707                         | 07.050 | 0640                         | 08.500 | 0772                         |
| BSG Motor Schwerin             | 15.750 | 0716                         | 07.200 | 0654                         | 08.550 | 0777                         |

## Staffel B

### Abschlusstabelle
| Pl. | Verein                        | Sp. | S  | U | N  | Tore    | Diff. | Punkte |
| --- | ----------------------------- | --- | -- | - | -- | ------- | ----- | ------ |
| 1.  | BSG Stahl Brandenburg         | 22  | 15 | 4 | 3  | 062:290 | +33   | 34:10  |
| 2.  | BSG Motor Babelsberg          | 22  | 12 | 7 | 3  | 040:240 | +16   | 31:13  |
| 3.  | BSG Stahl Eisenhüttenstadt    | 22  | 13 | 5 | 4  | 034:220 | +12   | 31:13  |
| 4.  | BSG Energie Cottbus           | 22  | 12 | 6 | 4  | 057:260 | +31   | 30:14  |
| 5.  | SG Dynamo Fürstenwalde        | 22  | 12 | 5 | 5  | 044:320 | +12   | 29:15  |
| 6.  | BSG Rotation Berlin           | 22  | 10 | 7 | 5  | 041:240 | +17   | 27:17  |
| 7.  | BSG Chemie PCK Schwedt        | 22  | 10 | 4 | 8  | 047:310 | +16   | 24:20  |
| 8.  | BSG Chemie Premnitz           | 22  | 7  | 4 | 11 | 020:360 | −16   | 18:26  |
| 9.  | BSG Stahl Hennigsdorf         | 22  | 4  | 4 | 14 | 036:550 | −19   | 12:32  |
| 10. | BSG EAB 47 Berlin (N)         | 22  | 4  | 4 | 14 | 024:530 | −29   | 12:32  |
| 11. | BSG Motor Eberswalde (N)      | 22  | 4  | 2 | 16 | 024:600 | −36   | 10:34  |
| 12. | BSG Motor Süd Brandenburg (N) | 22  | 2  | 2 | 18 | 022:590 | −37   | 06:38  |

| (N) | Aufsteiger aus der Bezirksliga 1982/83 |

### Kreuztabelle
Die Kreuztabelle stellt die Ergebnisse aller Spiele dieser Saison dar. Die Heimmannschaft ist in der linken Spalte aufgelistet und die Gastmannschaft in der obersten Reihe.
| 1983/84 | 1983/84                    | BSG Stahl Brandenburg | BSG Motor Babelsberg | BSG Stahl Eisenhüttenstadt | BSG Energie Cottbus | SG Dynamo Fürstenwalde | BSG Rotation Berlin | BSG Chemie PCK Schwedt | BSG Chemie Premnitz | BSG Stahl Hennigsdorf | BSG EAB 47 Berlin | BSG Motor Eberswalde | BSG Motor Süd Brandenburg |
| ------- | -------------------------- | --------------------- | -------------------- | -------------------------- | ------------------- | ---------------------- | ------------------- | ---------------------- | ------------------- | --------------------- | ----------------- | -------------------- | ------------------------- |
| 01.     | BSG Stahl Brandenburg      |                       | 1:0                  | 3:1                        | 6:4                 | 7:2                    | 1:1                 | 1:1                    | 3:1                 | 4:2                   | 3:1               | 3:1                  | 4:0                       |
| 02.     | BSG Motor Babelsberg       | 1:3                   |                      | 1:2                        | 2:2                 | 0:0                    | 2:1                 | 3:2                    | 1:0                 | 3:0                   | 1:1               | 3:1                  | 2:0                       |
| 03.     | BSG Stahl Eisenhüttenstadt | 1:1                   | 1:1                  |                            | 3:1                 | 1:0                    | 0:1                 | 0:1                    | 1:0                 | 3:1                   | 2:0               | 2:0                  | 3:1                       |
| 04.     | BSG Energie Cottbus        | 4:2                   | 1:1                  | 4:0                        |                     | 5:0                    | 1:2                 | 2:0                    | 2:0                 | 5:2                   | 6:0               | 0:0                  | 2:0                       |
| 05.     | SG Dynamo Fürstenwalde     | 2:1                   | 1:2                  | 3:3                        | 1:3                 |                        | 3:2                 | 1:1                    | 2:0                 | 6:0                   | 1:0               | 6:0                  | 2:0                       |
| 06.     | BSG Rotation Berlin        | 1:2                   | 1:1                  | 0:0                        | 1:1                 | 2:3                    |                     | 1:1                    | 0:1                 | 3:1                   | 7:0               | 5:1                  | 1:1                       |
| 07.     | BSG Chemie PCK Schwedt     | 2:5                   | 0:1                  | 0:1                        | 2:1                 | 1:1                    | 1:2                 |                        | 7:1                 | 3:1                   | 2:3               | 3:0                  | 3:0                       |
| 08.     | BSG Chemie Premnitz        | 0:4                   | 1:4                  | 0:0                        | 1:1                 | 0:1                    | 0:1                 | 2:1                    |                     | 1:0                   | 2:1               | 3:1                  | 1:0                       |
| 09.     | BSG Stahl Hennigsdorf      | 1:1                   | 4:4                  | 1:2                        | 1:3                 | 1:1                    | 1:2                 | 2:4                    | 2:0                 |                       | 2:3               | 3:0                  | 7:2                       |
| 10.     | BSG EAB 47 Berlin          | 0:2                   | 1:2                  | 1:3                        | 1:1                 | 0:3                    | 0:3                 | 1:5                    | 1:1                 | 1:1                   |                   | 4:1                  | 4:1                       |
| 11.     | BSG Motor Eberswalde       | 1:4                   | 1:3                  | 1:3                        | 0:2                 | 1:2                    | 2:2                 | 0:3                    | 2:4                 | 2:0                   | 3:1               |                      | 3:2                       |
| 12.     | BSG Motor Süd Brandenburg  | 2:1                   | 0:2                  | 1:2                        | 1:6                 | 2:3                    | 1:2                 | 2:4                    | 1:1                 | 2:3                   | 1:0               | 2:3                  |                           |

### Torschützenliste
|     | Spieler             | Verein                     | Tore |
| --- | ------------------- | -------------------------- | ---- |
| 01. | Holger Döbbel       | BSG Stahl Brandenburg      | 13   |
| 01. | Peter Schoknecht    | BSG Stahl Brandenburg      | 13   |
| 03. | Peter Hackbusch     | BSG Rotation Berlin        | 12   |
| 03. | Frank Jeske         | BSG Stahl Brandenburg      | 12   |
| 03. | Jörg Nachtigall     | BSG Motor Babelsberg       | 12   |
| 03. | Hans-Dieter Paulo   | BSG Energie Cottbus        | 12   |
| 07. | Klaus-Dieter Helbig | BSG Stahl Eisenhüttenstadt | 11   |
| 07. | Peter Kaehlitz      | SG Dynamo Fürstenwalde     | 11   |
| 07. | Peter Kaminski      | BSG EAB 47 Berlin          | 11   |
| 10. | Bernd Kulke         | BSG Energie Cottbus        | 10   |

### Zuschauer
In 132 Spielen kamen 209.050 Zuschauer ({\displaystyle \varnothing } 1.583 pro Spiel) in die Stadien.
Größte Zuschauerkulisse
7.000 BSG Motor Babelsberg – BSG Stahl Brandenburg (3. Sp.)
Niedrigste Zuschauerkulisse
300 BSG Rotation Berlin – BSG Chemie Premnitz (5. Sp.)
| Mannschaft                 | Gesamt | {\displaystyle \varnothing } | Heim   | {\displaystyle \varnothing } | Ausw.  | {\displaystyle \varnothing } |
| -------------------------- | ------ | ---------------------------- | ------ | ---------------------------- | ------ | ---------------------------- |
| BSG Stahl Brandenburg      | 63.850 | 2.902                        | 36.300 | 3.300                        | 27.550 | 2.504                        |
| BSG Motor Babelsberg       | 60.150 | 2.734                        | 41.100 | 3.736                        | 19.050 | 1.731                        |
| BSG Stahl Eisenhüttenstadt | 31.400 | 1.427                        | 15.100 | 1.372                        | 16.300 | 1.481                        |
| BSG Energie Cottbus        | 49.500 | 2.250                        | 31.300 | 2.845                        | 18.200 | 1.654                        |
| SG Dynamo Fürstenwalde     | 24.950 | 1.134                        | 08.350 | 0759                         | 16.600 | 1.509                        |
| BSG Rotation Berlin        | 25.800 | 1.173                        | 07.600 | 0690                         | 18.200 | 1.654                        |
| BSG Chemie PCK Schwedt     | 29.500 | 1.341                        | 13.550 | 1.231                        | 15.950 | 1.450                        |
| BSG Chemie Premnitz        | 27.400 | 1.245                        | 11.800 | 1.072                        | 15.600 | 1.418                        |
| BSG Stahl Hennigsdorf      | 23.700 | 1.077                        | 09.000 | 0818                         | 14.700 | 1.336                        |
| BSG EAB 47 Berlin          | 25.700 | 1.168                        | 10.600 | 0963                         | 15.100 | 1.372                        |
| BSG Motor Eberswalde       | 22.150 | 1.007                        | 06.950 | 0631                         | 15.200 | 1.381                        |
| BSG Motor Süd Brandenburg  | 34.000 | 1.545                        | 17.400 | 1.581                        | 16.600 | 1.509                        |

## Staffel C

### Abschlusstabelle
| Pl. | Verein                         | Sp. | S  | U  | N  | Tore    | Diff. | Punkte |
| --- | ------------------------------ | --- | -- | -- | -- | ------- | ----- | ------ |
| 1.  | ASG Vorwärts Dessau            | 22  | 13 | 6  | 3  | 056:240 | +32   | 32:12  |
| 2.  | BSG Chemie Böhlen (A)          | 22  | 10 | 8  | 4  | 048:300 | +18   | 28:16  |
| 3.  | BSG Chemie Wolfen              | 22  | 9  | 8  | 5  | 044:280 | +16   | 26:18  |
| 4.  | SG Dynamo Eisleben             | 22  | 10 | 6  | 6  | 037:270 | +10   | 26:18  |
| 5.  | TSG Chemie Markkleeberg        | 22  | 7  | 11 | 4  | 036:220 | +14   | 25:19  |
| 6.  | BSG Chemie Buna Schkopau       | 22  | 9  | 7  | 6  | 039:300 | +9    | 25:19  |
| 7.  | BSG Stahl Nordwest Leipzig (N) | 22  | 6  | 10 | 6  | 041:410 | ±0    | 22:22  |
| 8.  | BSG Einheit Wernigerode        | 22  | 9  | 4  | 9  | 032:330 | −1    | 22:22  |
| 9.  | BSG Fortschritt Weißenfels (N) | 22  | 7  | 2  | 13 | 042:470 | −5    | 16:28  |
| 10. | BSG Stahl Thale                | 22  | 4  | 8  | 10 | 023:330 | −10   | 16:28  |
| 11. | BSG Motor Schönebeck           | 22  | 5  | 6  | 11 | 033:580 | −25   | 16:28  |
| 12. | BSG Empor Tangermünde (N)      | 22  | 4  | 2  | 16 | 018:760 | −58   | 10:34  |

| (N) | Aufsteiger aus der Bezirksliga 1982/83 |
| (A) | Absteiger aus der DDR-Oberliga 1982/83 |

### Kreuztabelle
Die Kreuztabelle stellt die Ergebnisse aller Spiele dieser Saison dar. Die Heimmannschaft ist in der linken Spalte aufgelistet und die Gastmannschaft in der obersten Reihe.
| 1983/84 | 1983/84                    | ASG Vorwärts Dessau | BSG Chemie Böhlen | BSG Chemie Wolfen | SG Dynamo Eisleben | TSG Chemie Markkleeberg | BSG Chemie Buna Schkopau | BSG Stahl Nordwest Leipzig | BSG Einheit Wernigerode | BSG Fortschritt Weißenfels | BSG Stahl Thale | BSG Motor Schönebeck | BSG Empor Tangermünde |
| ------- | -------------------------- | ------------------- | ----------------- | ----------------- | ------------------ | ----------------------- | ------------------------ | -------------------------- | ----------------------- | -------------------------- | --------------- | -------------------- | --------------------- |
| 01.     | ASG Vorwärts Dessau        |                     | 1:3               | 1:2               | 1:1                | 3:0                     | 1:0                      | 3:0                        | 3:1                     | 3:1                        | 2:0             | 6:0                  | 4:0                   |
| 02.     | BSG Chemie Böhlen          | 1:1                 |                   | 0:0               | 1:0                | 2:1                     | 5:1                      | 3:1                        | 2:1                     | 5:0                        | 1:1             | 1:1                  | 7:2                   |
| 03.     | BSG Chemie Wolfen          | 2:2                 | 1:2               |                   | 2:1                | 0:0                     | 3:0                      | 2:2                        | 4:1                     | 4:2                        | 2:0             | 1:1                  | 8:0                   |
| 04.     | SG Dynamo Eisleben         | 2:1                 | 2:1               | 2:2               |                    | 1:1                     | 3:0                      | 2:2                        | 3:1                     | 2:1                        | 2:1             | 1:1                  | 5:0                   |
| 05.     | TSG Chemie Markkleeberg    | 1:1                 | 2:2               | 1:2               | 2:0                |                         | 1:1                      | 4:1                        | 1:1                     | 2:1                        | 2:1             | 1:1                  | 5:0                   |
| 06.     | BSG Chemie Buna Schkopau   | 3:3                 | 2:2               | 1:0               | 0:2                | 1:1                     |                          | 2:2                        | 4:0                     | 3:0                        | 1:0             | 3:2                  | 5:0                   |
| 07.     | BSG Stahl Nordwest Leipzig | 3:3                 | 3:2               | 2:2               | 0:0                | 1:1                     | 1:3                      |                            | 2:1                     | 1:1                        | 1:1             | 3:1                  | 3:0                   |
| 08.     | BSG Einheit Wernigerode    | 0:2                 | 1:1               | 1:0               | 1:0                | 3:1                     | 0:2                      | 2:1                        |                         | 3:1                        | 4:1             | 3:0                  | 1:1                   |
| 09.     | BSG Fortschritt Weißenfels | 1:3                 | 5:1               | 5:1               | 4:2                | 0:2                     | 0:0                      | 4:1                        | 0:2                     |                            | 0:1             | 5:4                  | 4:0                   |
| 10.     | BSG Stahl Thale            | 0:2                 | 1:1               | 1:1               | 3:2                | 0:0                     | 1:1                      | 2:2                        | 1:3                     | 3:1                        |                 | 2:2                  | 0:1                   |
| 11.     | BSG Motor Schönebeck       | 2:6                 | 0:3               | 2:1               | 3:3                | 0:0                     | 2:1                      | 1:7                        | 2:1                     | 1:5                        | 2:0             |                      | 4:0                   |
| 12.     | BSG Empor Tangermünde      | 1:4                 | 3:2               | 1:4               | 0:1                | 0:7                     | 1:5                      | 1:2                        | 1:1                     | 3:1                        | 0:3             | 3:2                  |                       |

### Torschützenliste
|     | Spieler          | Verein                     | Tore |
| --- | ---------------- | -------------------------- | ---- |
| 01. | Klaus Havenstein | BSG Chemie Böhlen          | 17   |
| 02. | Jörg Dämmrich    | ASG Vorwärts Dessau        | 16   |
| 02. | Veit Gläßer      | BSG Stahl Nordwest Leipzig | 16   |
| 04. | Uwe Machold      | BSG Fortschritt Weißenfels | 13   |
| 05. | Uwe Seidel       | BSG Chemie Wolfen          | 10   |
| 05. | Andreas Tillmann | BSG Fortschritt Weißenfels | 10   |

### Zuschauer
In 132 Spielen kamen 198.675 Zuschauer ({\displaystyle \varnothing } 1.505 pro Spiel) in die Stadien.
Größte Zuschauerkulisse
5.500 ASG Vorwärts Dessau – BSG Einheit Wernigerode (22. Sp.)
Niedrigste Zuschauerkulisse
200 BSG Stahl Nordwest Leipzig – BSG Stahl Thale (11. Sp.)
| Mannschaft                 | Gesamt | {\displaystyle \varnothing } | Heim   | {\displaystyle \varnothing } | Ausw.  | {\displaystyle \varnothing } |
| -------------------------- | ------ | ---------------------------- | ------ | ---------------------------- | ------ | ---------------------------- |
| ASG Vorwärts Dessau        | 45.075 | 2.049                        | 24.800 | 2.254                        | 20.275 | 1.843                        |
| BSG Chemie Böhlen          | 36.330 | 1.651                        | 15.450 | 1.404                        | 20.880 | 1.898                        |
| BSG Chemie Wolfen          | 34.400 | 1.564                        | 17.300 | 1.572                        | 17.100 | 1.554                        |
| SG Dynamo Eisleben         | 28.450 | 1.293                        | 14.655 | 1.332                        | 13.800 | 1.254                        |
| TSG Chemie Markkleeberg    | 36.650 | 1.666                        | 18.600 | 1.690                        | 18.050 | 1.640                        |
| BSG Chemie Buna Schkopau   | 33.400 | 1.518                        | 14.250 | 1.295                        | 19.150 | 1.740                        |
| BSG Stahl Nordwest Leipzig | 19.100 | 0868                         | 06.820 | 0620                         | 12.280 | 1.116                        |
| BSG Einheit Wernigerode    | 38.950 | 1.770                        | 18.800 | 1.709                        | 20.150 | 1.831                        |
| BSG Fortschritt Weißenfels | 36.750 | 1.670                        | 23.100 | 2.100                        | 13.650 | 1.240                        |
| BSG Stahl Thale            | 30.950 | 1.407                        | 16.650 | 1.513                        | 14.300 | 1.300                        |
| BSG Motor Schönebeck       | 28.270 | 1.285                        | 13.750 | 1.250                        | 14.250 | 1.295                        |
| BSG Empor Tangermünde      | 28.620 | 1.301                        | 14.500 | 1.318                        | 14.120 | 1.283                        |

## Staffel D

### Abschlusstabelle
| Pl. | Verein                            | Sp. | S  | U | N  | Tore    | Diff. | Punkte |
| --- | --------------------------------- | --- | -- | - | -- | ------- | ----- | ------ |
| 1.  | BSG Sachsenring Zwickau (A)       | 22  | 15 | 4 | 3  | 063:210 | +42   | 34:10  |
| 2.  | BSG Aktivist Schwarze Pumpe       | 22  | 11 | 6 | 5  | 042:230 | +19   | 28:16  |
| 3.  | BSG Aufbau Krumhermersdorf (N)    | 22  | 10 | 8 | 4  | 040:260 | +14   | 28:16  |
| 4.  | BSG Fortschritt Bischofswerda     | 22  | 11 | 4 | 7  | 047:390 | +8    | 26:18  |
| 5.  | BSG Aktivist Brieske-Senftenberg  | 22  | 11 | 4 | 7  | 034:300 | +4    | 26:18  |
| 6.  | BSG Motor „F.-H.“ Karl-Marx-Stadt | 22  | 8  | 9 | 5  | 037:230 | +14   | 25:19  |
| 7.  | TSG Gröditz                       | 22  | 10 | 5 | 7  | 037:280 | +9    | 25:19  |
| 8.  | FSV Lokomotive Dresden            | 22  | 10 | 3 | 9  | 040:370 | +3    | 23:21  |
| 9.  | BSG Empor Tabak Dresden (N)       | 22  | 5  | 5 | 12 | 024:360 | −12   | 15:29  |
| 10. | ASG Vorwärts Kamenz               | 22  | 5  | 5 | 12 | 029:440 | −15   | 15:29  |
| 11. | BSG Motor Werdau                  | 22  | 4  | 4 | 14 | 016:490 | −33   | 12:32  |
| 12. | BSG Chemie Döbern (N)             | 22  | 1  | 5 | 16 | 013:660 | −53   | 07:37  |

| (N) | Aufsteiger aus der Bezirksliga 1982/83 |
| (A) | Absteiger aus der DDR-Oberliga 1982/83 |

### Kreuztabelle
Die Kreuztabelle stellt die Ergebnisse aller Spiele dieser Saison dar. Die Heimmannschaft ist in der linken Spalte aufgelistet und die Gastmannschaft in der obersten Reihe.
| 1983/84 | 1983/84                           | BSG Sachsenring Zwickau | BSG Aktivist Schwarze Pumpe | BSG Aufbau Krumhermersdorf | BSG Fortschritt Bischofswerda | BSG Aktivist Brieske-Senftenberg | BSG Motor „F.-H.“ Karl-Marx-Stadt | TSG Gröditz | FSV Lokomotive Dresden | BSG Empor Tabak Dresden | ASG Vorwärts Kamenz | BSG Motor Werdau | BSG Chemie Döbern |
| ------- | --------------------------------- | ----------------------- | --------------------------- | -------------------------- | ----------------------------- | -------------------------------- | --------------------------------- | ----------- | ---------------------- | ----------------------- | ------------------- | ---------------- | ----------------- |
| 01.     | BSG Sachsenring Zwickau           |                         | 2:1                         | 3:2                        | 8:0                           | 2:1                              | 3:1                               | 2:0         | 4:1                    | 3:2                     | 1:0                 | 5:0              | 6:0               |
| 02.     | BSG Aktivist Schwarze Pumpe       | 1:1                     |                             | 3:3                        | 2:0                           | 1:1                              | 0:0                               | 0:1         | 2:0                    | 2:1                     | 2:1                 | 3:0              | 4:0               |
| 03.     | BSG Aufbau Krumhermersdorf        | 1:0                     | 1:1                         |                            | 1:4                           | 5:0                              | 0:0                               | 3:0         | 2:0                    | 2:1                     | 3:0                 | 0:0              | 4:1               |
| 04.     | BSG Fortschritt Bischofswerda     | 3:2                     | 2:2                         | 1:1                        |                               | 2:2                              | 4:3                               | 2:1         | 4:1                    | 2:1                     | 3:0                 | 6:1              | 3:1               |
| 05.     | BSG Aktivist Brieske-Senftenberg  | 1:4                     | 0:1                         | 3:1                        | 2:0                           |                                  | 1:1                               | 1:0         | 2:0                    | 3:0                     | 1:1                 | 1:0              | 4:0               |
| 06.     | BSG Motor „F.-H.“ Karl-Marx-Stadt | 0:1                     | 3:1                         | 3:4                        | 0:0                           | 2:3                              |                                   | 0:0         | 0:0                    | 5:1                     | 3:0                 | 1:1              | 2:0               |
| 07.     | TSG Gröditz                       | 1:1                     | 4:1                         | 1:1                        | 1:0                           | 1:2                              | 1:5                               |             | 2:1                    | 3:0                     | 2:1                 | 1:0              | 4:1               |
| 08.     | FSV Lokomotive Dresden            | 3:2                     | 1:3                         | 3:0                        | 3:1                           | 0:2                              | 0:2                               | 3:1         |                        | 3:2                     | 4:3                 | 6:0              | 2:0               |
| 09.     | BSG Empor Tabak Dresden           | 1:1                     | 1:0                         | 1:1                        | 3:1                           | 2:1                              | 0:1                               | 1:1         | 0:2                    |                         | 1:2                 | 2:0              | 0:0               |
| 10.     | ASG Vorwärts Kamenz               | 2:2                     | 0:4                         | 0:2                        | 1:3                           | 3:0                              | 2:2                               | 1:1         | 3:3                    | 2:4                     |                     | 2:0              | 1:0               |
| 11.     | BSG Motor Werdau                  | 0:5                     | 1:3                         | 1:3                        | 2:1                           | 2:0                              | 1:3                               | 1:4         | 0:2                    | 0:0                     | 1:0                 |                  | 4:0               |
| 12.     | BSG Chemie Döbern                 | 0:5                     | 0:5                         | 0:0                        | 1:5                           | 2:3                              | 0:0                               | 1:7         | 2:2                    | 1:0                     | 2:4                 | 1:1              |                   |

### Torschützenliste
|     | Spieler         | Verein                            | Tore |
| --- | --------------- | --------------------------------- | ---- |
| 01. | Bernd Sachse    | BSG Aufbau Krumhermersdorf        | 16   |
| 02. | Andreas Langer  | BSG Sachsenring Zwickau           | 13   |
| 03. | Peter Mäthe     | BSG Motor „F.-H.“ Karl-Marx-Stadt | 12   |
| 03. | Ralf Schulz     | BSG Aktivist Schwarze Pumpe       | 12   |
| 05. | Jörg Bär        | BSG Fortschritt Bischofswerda     | 11   |
| 05. | Wieland Wünsche | BSG Fortschritt Bischofswerda     | 11   |
| 07. | Mathias Donix   | FSV Lokomotive Dresden            | 10   |

### Zuschauer
In 132 Spielen kamen 208.320 Zuschauer ({\displaystyle \varnothing } 1.578 pro Spiel) in die Stadien.
Größte Zuschauerkulisse
7.500 BSG Sachsenring Zwickau – BSG Aktivist Brieske Senftenberg (9. Sp.)
Niedrigste Zuschauerkulisse
250 BSG Motor „F.-H.“ Karl-Marx-Stadt – BSG Empor Tabak Dresden (14. Sp.)
250 ASG Vorwärts Kamenz – BSG Motor Werdau (17. Sp.)
| Mannschaft                        | Gesamt | {\displaystyle \varnothing } | Heim   | {\displaystyle \varnothing } | Ausw.  | {\displaystyle \varnothing } |
| --------------------------------- | ------ | ---------------------------- | ------ | ---------------------------- | ------ | ---------------------------- |
| BSG Sachsenring Zwickau           | 79.050 | 3.593                        | 46.600 | 4.236                        | 32.450 | 2.850                        |
| BSG Aktivist Schwarze Pumpe       | 38.100 | 1.732                        | 22.800 | 2.072                        | 15.300 | 1.390                        |
| BSG Aufbau Krumhermersdorf        | 34.700 | 1.577                        | 19.500 | 1.772                        | 15.200 | 1.381                        |
| BSG Fortschritt Bischofswerda     | 35.350 | 1.607                        | 21.250 | 1.931                        | 14.100 | 1.281                        |
| BSG Aktivist Brieske-Senftenberg  | 41.900 | 1.905                        | 21.300 | 1.936                        | 20.600 | 1.872                        |
| BSG Motor „F.-H.“ Karl-Marx-Stadt | 26.270 | 1.194                        | 10.700 | 0972                         | 13.570 | 1.233                        |
| TSG Gröditz                       | 24.100 | 1.095                        | 09.050 | 0822                         | 15.050 | 1.368                        |
| FSV Lokomotive Dresden            | 25.950 | 1.180                        | 09.900 | 0900                         | 16.050 | 1.459                        |
| BSG Empor Tabak Dresden           | 31.950 | 1.452                        | 15.850 | 1.440                        | 16.100 | 1.463                        |
| ASG Vorwärts Kamenz               | 20.950 | 0952                         | 07.100 | 0645                         | 13.850 | 1.259                        |
| BSG Motor Werdau                  | 31.900 | 1.450                        | 12.900 | 1.172                        | 19.000 | 1.727                        |
| BSG Chemie Döbern                 | 26.620 | 1.210                        | 11.370 | 1.033                        | 15.250 | 1.386                        |

## Staffel E

### Abschlusstabelle
| Pl. | Verein                             | Sp. | S  | U | N  | Tore    | Diff. | Punkte |
| --- | ---------------------------------- | --- | -- | - | -- | ------- | ----- | ------ |
| 1.  | BSG Motor Suhl                     | 22  | 14 | 3 | 5  | 036:210 | +15   | 31:13  |
| 2.  | BSG Motor Nordhausen               | 22  | 11 | 8 | 3  | 030:150 | +15   | 30:14  |
| 3.  | BSG Glückauf Sondershausen         | 22  | 12 | 5 | 5  | 034:180 | +16   | 29:15  |
| 4.  | BSG Robotron Sömmerda (N)          | 22  | 11 | 5 | 6  | 032:220 | +10   | 27:17  |
| 5.  | BSG Aktivist Kali Werra Tiefenort  | 22  | 10 | 7 | 5  | 025:190 | +6    | 27:17  |
| 6.  | BSG Wismut Gera                    | 22  | 10 | 6 | 6  | 031:260 | +5    | 26:18  |
| 7.  | BSG Motor Rudisleben-Ichtershausen | 22  | 8  | 4 | 10 | 025:280 | −3    | 20:24  |
| 8.  | BSG Motor Weimar                   | 22  | 6  | 7 | 9  | 024:250 | −1    | 19:25  |
| 9.  | BSG Chemie IW Ilmenau              | 22  | 6  | 6 | 10 | 018:260 | −8    | 18:26  |
| 10. | TSG Ruhla                          | 22  | 5  | 7 | 10 | 017:270 | −10   | 17:27  |
| 11. | BSG Fortschritt Weida (N)          | 22  | 5  | 4 | 13 | 018:330 | −15   | 14:30  |
| 12. | BSG WK Schmalkalden (N)            | 22  | 1  | 4 | 17 | 012:420 | −30   | 06:38  |

| (N) | Aufsteiger aus der Bezirksliga 1982/83 |

### Kreuztabelle
Die Kreuztabelle stellt die Ergebnisse aller Spiele dieser Saison dar. Die Heimmannschaft ist in der linken Spalte aufgelistet und die Gastmannschaft in der obersten Reihe.
| 1983/84 | 1983/84                            | BSG Motor Suhl | BSG Motor Nordhausen | BSG Glückauf Sondershausen | BSG Robotron Sömmerda | BSG Aktivist Kali Werra Tiefenort | BSG Wismut Gera | BSG Motor Rudisleben-Ichtershausen | BSG Motor Weimar | BSG Chemie IW Ilmenau | TSG Ruhla | BSG Fortschritt Weida | BSG WK Schmalkalden |
| ------- | ---------------------------------- | -------------- | -------------------- | -------------------------- | --------------------- | --------------------------------- | --------------- | ---------------------------------- | ---------------- | --------------------- | --------- | --------------------- | ------------------- |
| 01.     | BSG Motor Suhl                     |                | 1:0                  | 3:0                        | 3:2                   | 5:1                               | 1:0             | 2:0                                | 2:1              | 1:0                   | 0:4       | 2:0                   | 3:1                 |
| 02.     | BSG Motor Nordhausen               | 2:1            |                      | 0:0                        | 2:0                   | 2:1                               | 1:1             | 3:0                                | 2:0              | 2:0                   | 2:0       | 2:0                   | 1:1                 |
| 03.     | BSG Glückauf Sondershausen         | 0:0            | 1:2                  |                            | 4:3                   | 1:0                               | 5:1             | 1:1                                | 2:0              | 3:1                   | 3:0       | 1:0                   | 3:1                 |
| 04.     | BSG Robotron Sömmerda              | 1:1            | 0:1                  | 1:0                        |                       | 1:4                               | 4:1             | 4:0                                | 2:1              | 1:0                   | 1:0       | 1:1                   | 1:0                 |
| 05.     | BSG Aktivist Kali Werra Tiefenort  | 0:0            | 0:0                  | 1:0                        | 1:0                   |                                   | 0:0             | 2:1                                | 1:1              | 1:2                   | 0:0       | 3:1                   | 1:0                 |
| 06.     | BSG Wismut Gera                    | 2:1            | 1:1                  | 0:3                        | 0:0                   | 0:2                               |                 | 2:0                                | 2:1              | 1:0                   | 4:0       | 2:1                   | 5:0                 |
| 07.     | BSG Motor Rudisleben-Ichtershausen | 4:2            | 2:1                  | 1:0                        | 1:2                   | 0:0                               | 0:1             |                                    | 4:1              | 1:0                   | 3:1       | 3:0                   | 0:0                 |
| 08.     | BSG Motor Weimar                   | 2:0            | 0:0                  | 1:1                        | 0:1                   | 2:3                               | 3:1             | 0:0                                |                  | 3:0                   | 2:0       | 2:1                   | 2:0                 |
| 09.     | BSG Chemie IW Ilmenau              | 0:3            | 1:1                  | 1:2                        | 1:1                   | 2:1                               | 1:1             | 3:0                                | 1:0              |                       | 1:0       | 0:0                   | 3:1                 |
| 10.     | TSG Ruhla                          | 1:2            | 2:2                  | 0:0                        | 1:1                   | 0:1                               | 1:1             | 1:0                                | 1:1              | 0:0                   |           | 2:1                   | 2:0                 |
| 11.     | BSG Fortschritt Weida              | 0:2            | 3:1                  | 1:3                        | 0:3                   | 0:0                               | 0:2             | 2:0                                | 0:0              | 2:0                   | 2:0       |                       | 1:0                 |
| 12.     | BSG WK Schmalkalden                | 0:1            | 0:2                  | 0:1                        | 0:2                   | 1:2                               | 1:3             | 0:4                                | 1:1              | 1:1                   | 0:1       | 4:2                   |                     |

### Torschützenliste
|     | Spieler        | Verein               | Tore |
| --- | -------------- | -------------------- | ---- |
| 01. | Bernd Tipold   | BSG Wismut Gera      | 12   |
| 02. | Roman Seyfarth | BSG Motor Suhl       | 11   |
| 03. | Holger Demme   | BSG Motor Nordhausen | 10   |

### Zuschauer
In 132 Spielen kamen 191.500 Zuschauer ({\displaystyle \varnothing } 1.450 pro Spiel) in die Stadien.
Größte Zuschauerkulisse
6.100 BSG Glückauf Sondershausen – BSG Motor Nordhausen (18. Sp.)
Niedrigste Zuschauerkulisse
300 TSG Ruhla – BSG Motor Weimar (12. Sp.)
| Mannschaft                         | Gesamt | {\displaystyle \varnothing } | Heim   | {\displaystyle \varnothing } | Ausw.  | {\displaystyle \varnothing } |
| ---------------------------------- | ------ | ---------------------------- | ------ | ---------------------------- | ------ | ---------------------------- |
| BSG Motor Suhl                     | 32.750 | 1.489                        | 15.250 | 1.386                        | 17.500 | 1.590                        |
| BSG Motor Nordhausen               | 47.900 | 2.177                        | 30.100 | 2.736                        | 17.800 | 1.618                        |
| BSG Glückauf Sondershausen         | 51.000 | 2.318                        | 29.450 | 2.677                        | 21.550 | 1.959                        |
| BSG Robotron Sömmerda              | 33.400 | 1.518                        | 13.850 | 1.259                        | 19.550 | 1.777                        |
| BSG Aktivist Kali Werra Tiefenort  | 28.100 | 1.270                        | 14.350 | 1.304                        | 13.750 | 1.250                        |
| BSG Wismut Gera                    | 32.950 | 1.498                        | 17.800 | 1.618                        | 15.150 | 1.377                        |
| BSG Motor Rudisleben-Ichtershausen | 30.950 | 1.407                        | 15.550 | 1.413                        | 15.400 | 1.400                        |
| BSG Motor Weimar                   | 30.500 | 1.386                        | 15.150 | 1.377                        | 15.350 | 1.395                        |
| BSG Chemie IW Ilmenau              | 26.700 | 1.214                        | 13.250 | 1.204                        | 13.450 | 1.222                        |
| TSG Ruhla                          | 22.300 | 1.014                        | 07.150 | 0650                         | 15.150 | 1.377                        |
| BSG Fortschritt Weida              | 22.300 | 1.014                        | 09.950 | 0904                         | 12.350 | 1.122                        |
| BSG WK Schmalkalden                | 22.300 | 1.013                        | 09.650 | 0877                         | 12.650 | 1.150                        |

## Aufstiegsrunde zur DDR-Oberliga

### Abschlusstabelle
| Pl. | Verein                  | Sp. | S | U | N | Tore    | Diff. | Punkte |
| --- | ----------------------- | --- | - | - | - | ------- | ----- | ------ |
| 1.  | BSG Stahl Brandenburg   | 8   | 6 | 1 | 1 | 021:700 | +14   | 13:30  |
| 2.  | BSG Motor Suhl          | 8   | 3 | 4 | 1 | 013:900 | +4    | 10:60  |
| 3.  | ASG Vorwärts Dessau     | 8   | 3 | 1 | 4 | 018:170 | +1    | 07:90  |
| 4.  | BSG Sachsenring Zwickau | 8   | 2 | 1 | 5 | 011:160 | −5    | 05:11  |
| 5.  | SG Dynamo Schwerin      | 8   | 2 | 1 | 5 | 010:240 | −14   | 05:11  |

### Kreuztabelle
Die Kreuztabelle stellt die Ergebnisse aller Spiele dieser Aufstiegsrunde dar. Die Heimmannschaft ist in der linken Spalte aufgelistet und die Gastmannschaft in der obersten Reihe.
| 1983/84 | 1983/84                 | BSG Stahl Brandenburg | BSG Motor Suhl | ASG Vorwärts Dessau | BSG Sachsenring Zwickau | SG Dynamo Schwerin |
| ------- | ----------------------- | --------------------- | -------------- | ------------------- | ----------------------- | ------------------ |
| 01.     | BSG Stahl Brandenburg   |                       | 0:1            | 3:1                 | 1:0                     | 6:1                |
| 02.     | BSG Motor Suhl          | 2:2                   |                | 2:0                 | 1:1                     | 3:1                |
| 03.     | ASG Vorwärts Dessau     | 0:4                   | 2:2            |                     | 3:1                     | 4:1                |
| 04.     | BSG Sachsenring Zwickau | 1:3                   | 2:1            | 4:2                 |                         | 1:2                |
| 05.     | SG Dynamo Schwerin      | 1:2                   | 1:1            | 0:6                 | 3:1                     |                    |

### Torschützenliste
|     | Spieler         | Verein                | Tore |
| --- | --------------- | --------------------- | ---- |
| 01. | Frank Jeske     | BSG Stahl Brandenburg | 12   |
| 02. | Jörg Dämmrich   | ASG Vorwärts Dessau   | 7    |
| 03. | Thoralf Engling | ASG Vorwärts Dessau   | 4    |
| 03. | Erhard Mosert   | BSG Motor Suhl        | 4    |

### Zuschauer
In 20 Spielen kamen 113.200 Zuschauer ({\displaystyle \varnothing } 5.660 pro Spiel) in die Stadien.
Größte Zuschauerkulisse
11.000 ASG Vorwärts Dessau – BSG Stahl Brandenburg (1. Sp.)
11.000 BSG Stahl Brandenburg – BSG Sachsenring Zwickau (3. Sp.)
Niedrigste Zuschauerkulisse
200 SG Dynamo Schwerin – BSG Sachsenring Zwickau (10. Sp.)
| Mannschaft              | Gesamt | {\displaystyle \varnothing } | Heim   | {\displaystyle \varnothing } | Ausw.  | {\displaystyle \varnothing } |
| ----------------------- | ------ | ---------------------------- | ------ | ---------------------------- | ------ | ---------------------------- |
| BSG Stahl Brandenburg   | 61.500 | 7.687                        | 37.500 | 9.375                        | 24.000 | 6.000                        |
| BSG Motor Suhl          | 42.200 | 5.275                        | 17.200 | 4.300                        | 25.000 | 6.250                        |
| ASG Vorwärts Dessau     | 44.000 | 5.500                        | 20.500 | 5.125                        | 23.500 | 5.875                        |
| BSG Sachsenring Zwickau | 46.200 | 5.775                        | 27.000 | 6.750                        | 19.200 | 4.800                        |
| SG Dynamo Schwerin      | 32.500 | 4.062                        | 11.000 | 2.750                        | 21.500 | 5.375                        |

## Aufsteiger
| 1.                             | BSG Stahl Brandenburg |
| Logo der BSG Stahl Brandenburg | Hubert Gebhardt (20 Spiele / Tore –) Christoph Ringk (28/4) Eckhart Märzke (29/1), Gerhard Kraschina (29/–), Winfried Kräuter (29/6) Karsten Heine (30/2), Michael Schulz (29/7) , Rainer Fliegel (28/3) Frank Jeske (30/24), Peter Schoknecht (26/15), Holger Döbbel (25/16) Trainer: Heinz Werner          |
| Logo der BSG Stahl Brandenburg | außerdem: Holger Bahra (Tor 10/–); Christian Knoop (3/1), Horst Kölsch (4/–); Roland Gumtz (12/–), Andreas Lindner (6/–), Siegfried Malyska (14/1); Thomas Arendt (14/2), Mayk Goschin (1/–) dazu ein Eigentor von Grützner (Rotation Berlin) ohne Einsatz blieben: André Hennig (Tor), Andreas Müller (Tor) |

| 2.                      | BSG Motor Suhl |
| Logo der BSG Motor Suhl | Klaus Müller (15 Spiele / Tore –) Wolfgang Reuter (29/2) Klaus Schröder (29/–) , Andreas Schneider (29/–), Andreas Böhm (29/1) Erhard Mosert (29/10), Matthias Brückner (30/1), Roman Seyfarth (29/11), Dieter Kurth (28/10) Klaus Semineth (30/4), Gerd Schellhase (29/2) Trainer: Ernst Kurth                                                                                     |
| Logo der BSG Motor Suhl | außerdem: Walter Jänicke (Tor 16/–); Uwe Troemel (3/–), Eberhard Block (1/–); Jürgen Schneider (25/3), Hartmut Weiß (4/–); Uwe Büchel (4/3), Dieter Erhard (6/–), Uwe Fiedler (1/–), Uwe Jertschewski (16/1) dazu je ein Eigentor von Jakob (Kali Werra Tiefenort) und Neumann (Dynamo Schwerin) ohne Einsatz blieben: C. Gruschka (Tor), Paul Kersten, Peter Romrich, Ralf Eismann |

## Aufstiegsrunde zur DDR-Liga
Sechs Mannschaften aus den 15 Bezirksligen konnten nach der Saison 1983/84 in die DDR-Liga aufsteigen. In drei Gruppen zu je fünf Mannschaften, ermittelten die 15 Bezirksmeister bzw. aufstiegsberechtigten Vereine die Aufsteiger. Die beiden Erstplatzierten jeder Gruppe stiegen in die DDR-Liga auf. Jede Mannschaft bestritt in ihrer Gruppe zwei Heimspiele und zwei Auswärtsspiele.

### Staffel 1
In der Staffel 1 spielten die Meister aus den Bezirken Rostock, Schwerin, Berlin, Frankfurt (Oder) und Halle.

#### Abschlusstabelle
| Pl. | Verein                      | Sp. | S | U | N | Tore    | Diff. | Punkte |
| --- | --------------------------- | --- | - | - | - | ------- | ----- | ------ |
| 1.  | FC Vorwärts Frankfurt/O. II | 4   | 3 | 1 | 0 | 012:200 | +10   | 07:10  |
| 2.  | Berliner FC Dynamo II       | 4   | 2 | 2 | 0 | 015:500 | +10   | 06:20  |
| 3.  | F.C. Hansa Rostock II       | 4   | 0 | 3 | 1 | 008:900 | −1    | 03:50  |
| 4.  | BSG CM Veritas Wittenberge  | 4   | 1 | 1 | 2 | 009:120 | −3    | 03:50  |
| 5.  | BSG MK Sangerhausen         | 4   | 0 | 1 | 3 | 004:140 | −10   | 01:70  |

#### Kreuztabelle
Die Kreuztabelle stellt die Ergebnisse aller Spiele dieser Aufstiegsrunde dar. Die Heimmannschaft ist in der linken Spalte aufgelistet und die Gastmannschaft in der obersten Reihe.
| 1983/84 | 1983/84                     | FC Vorwärts Frankfurt/O. II | BFC Dynamo II | FC Hansa Rostock | BSG CM Veritas Wittenberge | BSG MK Sangerhausen |
| ------- | --------------------------- | --------------------------- | ------------- | ---------------- | -------------------------- | ------------------- |
| 01.     | FC Vorwärts Frankfurt/O. II |                             | ---           | 2:1              | ---                        | 3:1                 |
| 02.     | Berliner FC Dynamo II       | 2:2                         |               | ---              | 7:0                        | ---                 |
| 03.     | F.C. Hansa Rostock II       | ---                         | 3:3           |                  | 2:2                        | ---                 |
| 04.     | BSG CM Veritas Wittenberge  | 1:2                         | ---           | ---              |                            | 6:1                 |
| 05.     | BSG MK Sangerhausen         | ---                         | 0:3           | 2:2              | ---                        |                     |

### Staffel 2
In der Staffel 2 spielten die Meister aus den Bezirken Neubrandenburg, Potsdam, Magdeburg, Leipzig und Erfurt.

#### Abschlusstabelle
| Pl. | Verein                       | Sp. | S | U | N | Tore    | Diff. | Punkte |
| --- | ---------------------------- | --- | - | - | - | ------- | ----- | ------ |
| 1.  | FC Rot-Weiß Erfurt II        | 4   | 3 | 0 | 1 | 012:200 | +10   | 06:20  |
| 2.  | BSG Motor Grimma             | 4   | 3 | 0 | 1 | 011:400 | +7    | 06:20  |
| 3.  | BSG Lokomotive Stendal       | 4   | 3 | 0 | 1 | 010:400 | +6    | 06:20  |
| 4.  | BSG Motor Ludwigsfelde       | 4   | 1 | 0 | 3 | 002:100 | −8    | 02:60  |
| 5.  | BSG Nord Max Matern Torgelow | 4   | 0 | 0 | 4 | 004:160 | −12   | 0:80   |

#### Kreuztabelle
Die Kreuztabelle stellt die Ergebnisse aller Spiele dieser Aufstiegsrunde dar. Die Heimmannschaft ist in der linken Spalte aufgelistet und die Gastmannschaft in der obersten Reihe.
| 1983/84 | 1983/84                      | FC Rot-Weiß Erfurt II | BSG Motor Grimma | BSG Lokomotive Stendal | BSG Motor Ludwigsfelde | BSG Nord Max Matern Torgelow |
| ------- | ---------------------------- | --------------------- | ---------------- | ---------------------- | ---------------------- | ---------------------------- |
| 01.     | FC Rot-Weiß Erfurt II        |                       | 2:0              | ---                    | 2:0                    | ---                          |
| 02.     | BSG Motor Grimma             | ---                   |                  | 4:2                    | 3:0                    | ---                          |
| 03.     | BSG Lokomotive Stendal       | 1:0                   | ---              |                        | ----                   | 3:0                          |
| 04.     | BSG Motor Ludwigsfelde       | ---                   | ---              | 0:4                    |                        | 2:0                          |
| 05.     | BSG Nord Max Matern Torgelow | 1:7                   | 0:4              | ---                    | ---                    |                              |

Am letzten Spieltag der Gruppe war Stendal spielfrei und musste tatenlos zusehen, wie zwischen Erfurt und Grimma ein Ergebnis erspielt wurde, das beiden Mannschaften zum Aufstieg verhalf.

### Staffel 3
In der Staffel 3 spielten die Meister aus den Bezirken Cottbus, Suhl, Gera, Karl-Marx-Stadt und Dresden.

#### Abschlusstabelle
| Pl. | Verein                   | Sp. | S | U | N | Tore    | Diff. | Punkte |
| --- | ------------------------ | --- | - | - | - | ------- | ----- | ------ |
| 1.  | FC Carl Zeiss Jena II    | 4   | 4 | 0 | 0 | 011:200 | +9    | 08:0   |
| 2.  | SG Dynamo Dresden II     | 4   | 2 | 0 | 2 | 017:800 | +9    | 04:40  |
| 3.  | FC Karl-Marx-Stadt II    | 4   | 2 | 0 | 2 | 009:900 | ±0    | 04:40  |
| 4.  | TSG Elsterwerda          | 4   | 1 | 1 | 2 | 007:120 | −5    | 03:50  |
| 5.  | BSG Lokomotive Meiningen | 4   | 0 | 1 | 3 | 003:160 | −13   | 01:70  |

#### Kreuztabelle
Die Kreuztabelle stellt die Ergebnisse aller Spiele dieser Aufstiegsrunde dar. Die Heimmannschaft ist in der linken Spalte aufgelistet und die Gastmannschaft in der obersten Reihe.
| 1983/84 | 1983/84                  | FC Carl Zeiss Jena II | SG Dynamo Dresden II | FC Karl-Marx-Stadt II | TSG Elsterwerda | BSG Lokomotive Meiningen |
| ------- | ------------------------ | --------------------- | -------------------- | --------------------- | --------------- | ------------------------ |
| 01.     | FC Carl Zeiss Jena II    |                       | 3:1                  | ---                   | 2:1             | ---                      |
| 02.     | SG Dynamo Dresden II     | ---                   |                      | 1:3                   | ---             | 7:0                      |
| 03.     | FC Karl-Marx-Stadt II    | 0:3                   | ---                  |                       | ---             | 5:2                      |
| 04.     | TSG Elsterwerda          | ---                   | 2:8                  | 3:1                   |                 | ---                      |
| 05.     | BSG Lokomotive Meiningen | 0:3                   | ---                  | ---                   | 1:1             |                          |